# Златното око (фестивал)
 Тази статия е за фестивала в Попово.  За американския филм за Агент 007 вижте Златното око.  
„Златното око“ е фестивал за операторско майсторство, който се провежда в гр. Попово в памет на родения там кинооператор Димо Коларов. Фестивалът се провежда веднъж на 2 години и води началото си от 1998 година.
Организира се от Община Попово и Съюза на българските филмови дейци в сътрудничество с Националния филмов център (Министерство на културата), с подкрепата на Асоциацията на българските оператори, Асоциацията на телевизионните оператори, БНТ, „Бояна филм“ ЕАД, UVT и Сдружение за среда и култура „Попово XXI век“. Финансовото му обезпечаване за последното провеждане възлиза на около 35 хиляди лева.
В конкурсите на фестивала участват игрални, документални и студентски филми.
Голямата награда за операторско майсторство „Златното око“, учредена от Община Попово са печелили:
- 1998 – Константин Занков за филма „Търпението на камъка“,
- 2000 – Емил Топузов за филма „Дан Колов“,
- 2002 – Христо Бакалов за филма „Опашката на дявола“,
- 2004 – Георги Николов за филма „Пътуване към Йерусалим“,
- 2006 – Пламен Сомов за филма „Откраднати очи“.
- 2008 – не е проведен
- 2011 – Рали Ралчев за филма „TILT“ 2014 – Андрей Чертов за филма „Дъждовен ден“
- 2016 – Веселин Христов за филма „Жажда“
- 2018 – провежда се от 18-20 октомври

Студентски награди:
- 2004 – Красимир Стоичков за късометражния студентски филм „Стан и Олга“ НАТФИЗ, Награда Кодак
- 2004 – Красимир Стоичков за късометражния студентски филм „Стан и Олга“ НАТФИЗ, Награда на СБФД